# روفیسک
روفیسک (به لاتین: Rufisque Department) یک منطقهٔ مسکونی در سنگال است که در ناحیه داکار واقع شده‌است. روفیسک ۳۷۲ کیلومتر مربع مساحت و ۴۹۰٬۶۹۴ نفر جمعیت دارد.